# John Ridgely
John Ridgely (* 6. September 1909 in Chicago, Illinois als John Huntington Rea; † 18. Januar 1968 in New York City, New York) war ein US-amerikanischer Schauspieler. Er spielte zwischen 1935 und 1954 in rund 170 Filmen. Bekannt machte ihn vor allem die Rolle des Erpressers Eddie Mars im Film-noir-Klassiker Tote schlafen fest.

## Leben
John Ridgely sollte ursprünglich in die Industrie gehen, wurde dann allerdings Schauspieler. Er begann seine Schauspielkarriere beim Pasadena Playhouse und gab sein Filmdebüt 1935 in einer kleinen Nebenrolle als Schiffsteward in Streamline Express. In den nächsten Jahren spielte Ridgely zumeist kleine Nebenrollen in zahlreichen Filmen, darunter Opfer einer großen Liebe, Die wilden Zwanziger und Das Geheimnis von Malampur. Doch für Ridgely dauerte es bis Anfang der 1940er-Jahre, dass seine Rollen mehr Substanz und eine Nennung in den Credits erhielten. Der schwarzhaarige, hochgewachsene Schauspieler verkörperte meistens Durchschnittskerle wie Polizisten, Offiziere, Arbeiter oder den Freund der Hauptfigur. Zwei seiner größten Rollen hatte er 1943 als Armee-Kommandeur in Howard Hawks Kriegsfilm In die japanische Sonne sowie in der Rolle eines Metrologen in Bestimmung Tokio neben Cary Grant.
Nur gelegentlich verkörperte Ridgely boshafte Figuren, und wenn, dann häufig nur als „Überraschungs-Mörder“. Dennoch ist er heute vor allem durch seine Rolle als erpresserischer Gangster Eddie Mars im Film-noir-Klassiker Tote schlafen fest (1946) neben Humphrey Bogart und Lauren Bacall in Erinnerung geblieben. Ridgely spielte zunächst vor allem für Warner Brothers, ab 1948 arbeitete er jedoch ohne festen Studiovertrag. Damit konnte er sich zwar seine Rollen aussuchen, jedoch erhielt er nur noch wenige bedeutende Filmangebote. Zu den späteren Filmen seiner Karriere zählen der Kriminalfilm Tödliche Grenze (1949) mit Ricardo Montalbán sowie Cecil B. DeMilles Zirkusfilm Die größte Schau der Welt (1952), der den Oscar als Bester Film gewann. Gegen Ende seiner Karriere hatte er noch einige Fernsehauftritte. 1954 drehte er seinen letzten von rund 170 Filmen und 1955 absolvierte er seinen letzten Fernsehauftritt.
Anschließend arbeitete er als Theaterschauspieler, allerdings ohne größeren Erfolg zu erzielen. Er verstarb 1968 im Alter von 58 Jahren an einer Herzkrankheit und wurde auf dem Forest Lawn Memorial Park in Glendale bestattet.

## Filmografie (Auswahl)
- 1935: Streamline Express
- 1937: The Man Without a Country
- 1938: White Banners
- 1938: Schule des Verbrechens (Crime School)
- 1938: Der kleine Star (Boy Meets Girl)
- 1939: Opfer einer großen Liebe (Dark Victory)
- 1939: Ich war ein Spion der Nazis (Confessions of a Nazi Spy)
- 1939: Die wilden Zwanziger (The Roaring Twenties)
- 1939: Todesangst bei jeder Dämmerung (Each Dawn I Die)
- 1939: Das zweite Leben des Dr. X (The Return of Doctor X)
- 1939: Zum Verbrecher verurteilt (They Made Me a Criminal)
- 1940: The Fighting 69th
- 1940: Nachts unterwegs (They Drive By Night)
- 1940: Das Geheimnis von Malampur (The Letter)
- 1940: Orchid, der Gangsterbruder (Brother Orchid)
- 1940: Der Traum vom schöneren Leben (Saturday’s Children)
- 1940: Knute Rockne, All American (Szenen geschnitten)
- 1941: Sein letztes Kommando (They Died with Thier Boots On)
- 1941: Der Dollarregen (Million Dollar Baby)
- 1942: Der Mann, der zum Essen kam (The Man Who Came to Dinner)
- 1942: Der große Gangster (The Big Shot)
- 1943: In die japanische Sonne (Air Force)
- 1943: Blutiger Schnee (Northern Persuit)
- 1943: Bestimmung Tokio (Destination Tokio)
- 1944: Arsen und Spitzenhäubchen (Arsenic and Old Lace)
- 1944: Hollywood Canteen
- 1945: Pride of the Marines
- 1945: God Is My Co-Pilot
- 1946: Tote schlafen fest (The Big Sleep)
- 1946: Two Guys from Milwaukee
- 1947: Besuch in Kalifornien (The Man I Love)
- 1947: Nora Prentiss
- 1947: Schmutzige Dollars (Cheyenne)
- 1947: Hemmungslose Liebe (Possessed)
- 1947: Der Fluch des Wahnsinns (Cry Wolf)
- 1947: Anklage: Mord (High Wall)
- 1948: Command Decision
- 1948: Liebe an Bord (Luxury Liner)
- 1949: Tödliche Grenze (Border Incident)
- 1949: Sturm über dem Pazifik (Task Force)
- 1949: Once More, My Darling
- 1950: Bomba und der tote Vulkan (The Lost Volcano)
- 1950: Gesetzlos (Backfire)
- 1950: Auf des Schicksals Schneide (Edge of Doom)
- 1950: Südsee-Vagabunden (South-Sea Dinner)
- 1950: Ohne Gesetz (Saddle Tramp)
- 1950: Das skandalöse Mädchen (The Petty Girl)
- 1951: Ein Platz an der Sonne (A Place in the Sun)
- 1951: Sein letzter Verrat (The Last Outpost)
- 1951: Das Herz einer Mutter (The Blue Veil)
- 1951: Der jüngste Tag (When Worlds Collide)
- 1951: Als die Rothäute ritten (When the Redskins Rode)
- 1952: Die größte Schau der Welt (The Greatest Show on Earth)
- 1952: Vater werden ist nicht schwer (Room for One More)
- 1952: Die Frau des Banditen (The Outcasts of Poker Flat)
- 1953: Eintritt verboten (Off Limits)